# Gottfried Falk
Gottfried Falk (Gelsenkirchen, 16 de agosto de 1922 – Karlsruhe, 20 de outubro de 1991) foi um físico alemão.
Falk estudou matemática e física na Universidade de Marburgo, onde obteve um doutorado em 1951 com a tese Axiomatik als Methode physikalischer Theorienbildung. Dentre seus professores consta Kurt Reidemeister. Obteve a habilitação em 1953 em Marburgo, onde foi docente. De 1954 a 1958 foi docente na Universidade Técnica da Renânia do Norte-Vestfália em Aachen (onde foi assistente de Josef Meixner), e a partir de 1957 professor extraordinário. Em 1957 foi professor associado visitante na Universidade de Nova Iorque. Foi depois para a Universidade de Karlsruhe, onde foi em 1960 professor ordinário de física matemática e depois diretor do Institut für Didaktik der Naturwissenschaft. 

## Obras
- com Wolfgang Ruppel: Mechanik, Relativität, Gravitation, Springer 1973.
- com Wolfgang Ruppel: Energie und Entropie - eine Einführung in die Thermodynamik, Springer 1976.
- com Friedrich Herrmann: Neue Physik - Das Energiebuch, Schroedel 1981.
- Theoretische Physik auf der Grundlage einer allgemeinen Dynamik, 2 Volumes (Vol. 1 Elementare Punktmechanik, Vol. 2 Thermodynamik) e 2 volumes de exercícios com solução, Springer, Hochschultaschenbücher 1966, 1968.
- Physik, Zahl, Realität - Die begrifflichen und mathematischen Grundlagen einer universellen quantitativen Naturbeschreibung, Birkhäuser 1990.
- com Herbert Jung: Axiomatik der Thermodynamik, 1959, em Flügge (Ed.) Handbuch der Physik, parte Prinzipien der Thermodynamik und Statistik.
- Algebra, 1955, em Siegfried Flügge (Ed.) Handbuch der Physik, parte Mathematische Methoden, Vol. 2
- Was an der Physik geht uns alle an?, Physikalische Blätter 1977, Caderno 12.